# Calathea pachystachya
Calathea pachystachya är en strimbladsväxtart som först beskrevs av Eduard Friedrich Poeppig och Stephan Ladislaus Endlicher, och fick sitt nu gällande namn av Friedrich August Körnicke. Calathea pachystachya ingår i släktet Calathea och familjen strimbladsväxter. Inga underarter finns listade.